# 9920 Bagnulo

9920 Bagnulo

9920 Bagnulo eller 1981 EZ10 är en asteroid i huvudbältet som upptäcktes den 1 mars 1981 av den amerikanska astronomen Schelte J. Bus vid Siding Spring-observatoriet. Den är uppkallad efter astronomen Stefano Bagnulo.
Asteroiden har en diameter på ungefär 13 kilometer och den tillhör asteroidgruppen Hoffmeister.